# Porta Rudiae
Porta Rudiae di Lecce è una delle tre porte che danno accesso al centro storico cittadino.

## Localizzazione
Aperta sul braccio delle mura orientali della città, Porta Rudiae è la più interessante e antica delle porte di Lecce, quella che volgeva verso l'antica città distrutta di Rudiae, da cui prese il nome.
Si trova in via Adua, in prossimità dell'intersezione tra viale dell'Università e via Dalmazio Birago.

## Descrizione
Insieme alla non più esistente Porta San Martino, Porta Rudiae è la più antica porta di Lecce. Sorta sulle rovine di una porta più antica crollata verso la fine del XVII secolo, Porta Rudiae fu ricostruita nel 1703 dal nobile leccese Prospero Lubelli. La porta è costituita da un unico fornice, affiancato da due colonne per lato che poggiano su di un podio e che sorreggono un fregio in cui sono collocati i busti dei mitici fondatori della città: Malennio, Dauno, Euippa e Idomeneo.
Tale porta, detta anche di sant'Oronzo, è sormontata dalla statua del santo, protettore di Lecce, e da quelle degli altri protettori della città santa Irene e san Domenico. Un'epigrafe latina ricorda come la porta fu ricostruita per legato del leccese Prospero Lubelli sotto il sindaco Cesare Belli.